# Riviere (poesia)
Riviere è una poesia di Eugenio Montale del 1920. La prima volta è stata pubblicata con Accordi; nel 1925 è stata inserita dall'autore come ultima poesia della raccolta Ossi di seppia. Il componimento è dedicato ad Angelo Barile.

## Metrica
La poesia è composta da quattro strofe di varia lunghezza: tredici versi la prima, dodici la seconda e la terza, ventinove la quarta. Il componimento presenta versi a scalino (vv. 34, 43, 46, 57). Il ritmo è variabile: sono presenti endecasillabi, settenari, ottonari e quaternari. Le rime sono rare.

## Analisi del componimento
Il componimento è tra i più antichi della raccolta, in quanto risale al 1920. Montale chiude Ossi di Seppia con questa poesia che, a causa della sua natura simbolista e positivista, stona con la realtà buia del resto dei componimenti. Se si considerasse la cronologia delle poesie, anziché il loro ordine all'interno di Ossi di seppia, il giusto posto per Riviere sarebbe stato prima della sezione Mediterraneo. Nell'intervista ad Annalisa Cima, emerge che Montale non era entusiasta della sua scelta inerente alla posizione di Riviere.
Nella poesia, Montale si riferisce alle spiagge, descrivendone la vegetazione affacciata sul pendio degli scogli. Le foglie, rappresentanti l'infanzia dell'autore, si avvolgono intorno all'io lirico che si sente imprigionato dallo spettacolo della natura.
L'io lirico vive una sensazione di prigionia, come una farfalla incastrata in una ragnatela tra gli ulivi, tra gli sguardi dei girasoli. La prigionia è vissuta dal protagonista del componimento come un'emozione piacevole: è come abbandonarsi ai ricordi dell'infanzia.
Ricorda come, durante l'adolescenza, riuscisse a osservare la natura per quella che è, senza filtri. Come in Fine dell'infanzia, l'io lirico guarda la natura senza interrogarsi sul suo perché.
Riviere è l'unica poesia della raccolta in cui Montale menziona l'osso di seppia. È descritto come un detrito, in balia della volontà del mare, che viene rigettato sulla spiaggia, ma che potrebbe essere reintegrato. 
Montale descrive un ricordo autobiografico: analizza, in maniera dettagliata, gli elementi del paesaggio ligure, ove trascorreva le vacanze (la ringhiera arrugginita, le rocce scure). L'io lirico constata la legge della natura: il sacrificio dell'essere umano, a favore della sua sopravvivenza.
Il protagonista della poesia apprende che, solo nel momento in cui riuscirà a far convivere i ricordi sia belli che brutti, apprezzerà la natura per quella che è.
Il componimento termina lasciando aperta una speranza: forse un giorno anche l'io lirico riuscirà a sentirsi come i rami secchi che si riempiono di vita.